# Liberté (Film)
Liberté ist ein Historienfilm von Albert Serra, der am 18. Mai 2019 im Rahmen der Internationalen Filmfestspiele von Cannes seine Premiere feierte und am 12. September 2019 in die deutschen Kinos kam.

## Handlung
Im Jahr 1774, wenige Jahre vor der Französischen Revolution, suchen Madame de Dumeval, der Herzog von Tesis und der Herzog von Wand, Libertines, die den puritanischen Hof Ludwigs XVI. verlassen mussten, Zuflucht bei dem Herzog de Walchen. Der Freidenker lebt irgendwo zwischen Potsdam und Berlin, und auf seinem Land herrschen Heuchelei und falsche Tugenden. Er und seine Freunde verspüren sadistische Freuden bei Schmerz-, Folter-, Demütigungsspielen, und hoffen so eine Form von erotischem Nirwana zu erreichen.

## Produktion
Regie führte Albert Serra, der auch die Geschichte entwickelte und das Drehbuch schrieb. Serra hatte Liberté zunächst im Frühjahr 2018 als Theaterstück an der Berliner Volksbühne inszeniert, anschließend verfilmte er es.
Der Film erhielt vom Medienboard Berlin-Brandenburg eine Produktionsförderung in Höhe von 30.000 Euro.
Der Film wurde am 18. Mai 2019 im Rahmen der Internationalen Filmfestspiele von Cannes erstmals gezeigt. Ende Juni und Anfang Juli 2019 wurde er beim Filmfest München im Wettbewerb CineMasters gezeigt. Ende Juli und Anfang August 2019 wurde er beim Jerusalem Film Festival gezeigt. Im September 2019 wurde der Film beim Toronto International Film Festival gezeigt, Ende September, Anfang Oktober 2019 beim New York Film Festival und im November 2019 beim Festival Internacional de Cine de Mar del Plata. Kinostart in Deutschland war am 12. September 2019.

## Auszeichnungen
Gaudí 2020

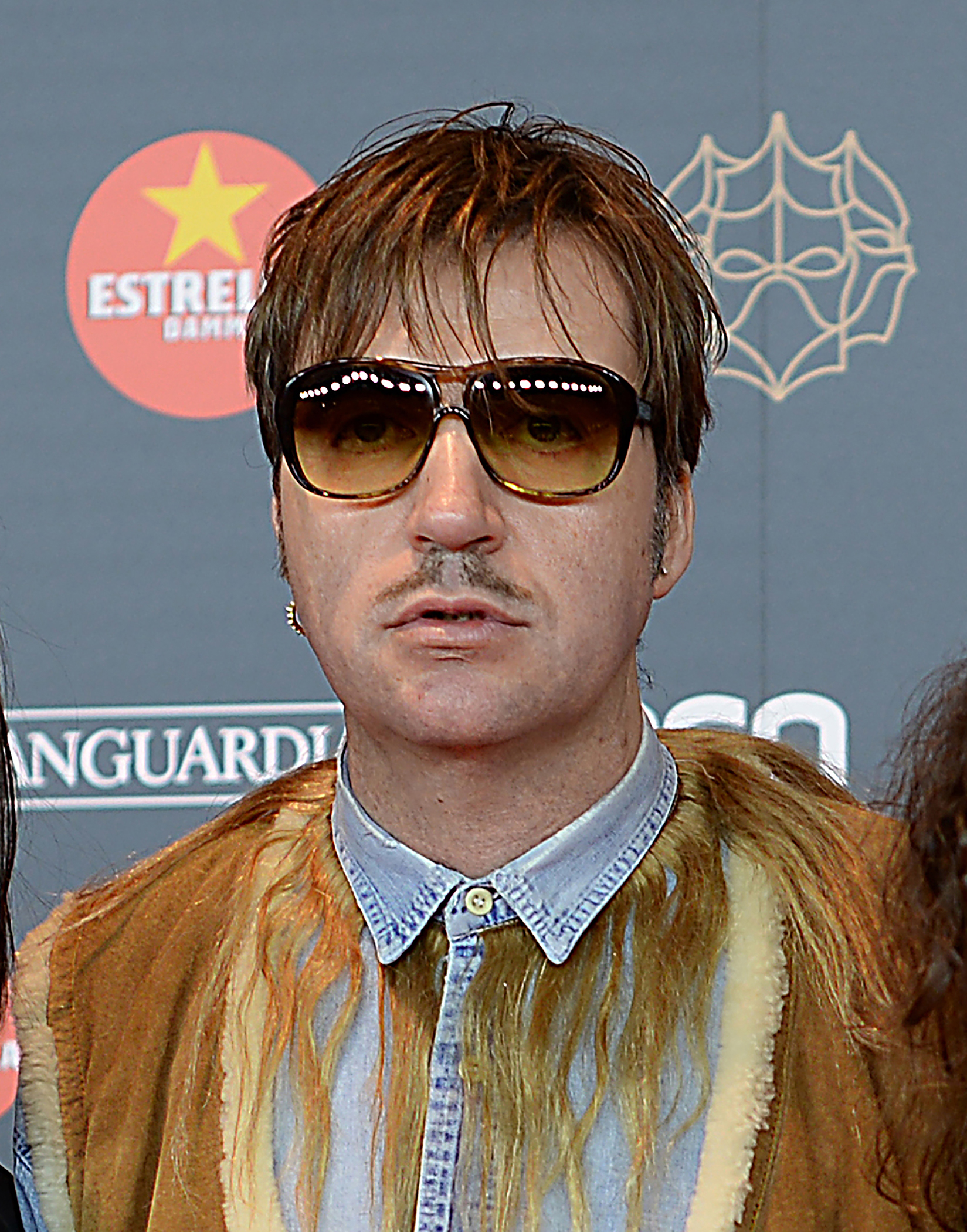
Regisseur Albert Serra bei der Verleihung des Gaudí

- Auszeichnung für die Besten Kostüme (Rosa Tharrats)
- Auszeichnung für das Beste Make-up und die besten Haare (Armande Monteiro und Antoine Mancini)
- Nominierung als Bester nicht-katalanischer Film (Albert Serra)

Filmfest München 2019
- Nominierung für den ARRI/OSRAM-Award im Wettbewerb CineMasters

Internationale Filmfestspiele von Cannes 2019
- Nominierung für den Prix Un Certain Regard (Albert Serra)[8]
- Nominierung für die Queer Palm (Albert Serra)
- Auszeichnung mit dem Prix Un certain regard – Prix spécial du jury (Albert Serra)